# Éric Lazzaroni
Éric Lazzaroni, né le 1er juin 1960 est un sauteur à ski et coureur du combiné nordique français, devenu entraîneur et également personnalité politique locale.

## Biographie

### Carrière sportive
Il fait partie de l’équipe de France de 1975 à 1983. Il est 11 mondial junior en 1979. Il fait ses débuts dans la Coupe du monde de saut à ski en janvier 1980 à Zakopane, se classant 23e, son meilleur résultat dans la compétition. Son meilleur résultat dans la Coupe d'Europe est une treizième place en 1982 à La Molina. Il évolue également en coupe du monde de combiné nordique dès 1979.
En combiné nordique, il devient cinq fois champion de France, en 1979, 1980, 1981, 1982 et 1984.
En saut, il est champion de France en 1980.
Entre 1982 et 1985, il est professeur d'EPS au Lycée Lycée Champollion à Grenoble.
puis au collège sport nature de la Chapelle en Vercors où il a mis en place l'activité "Biathlon" avec Christian Pfingstag, le CTD de secteur, d’où a émergé le grand champion Raphaël Poirée.

### Carrière d'entraîneur et dans les instances du ski
En 1985, peu après sa retraite sportive, il devient entraîneur de l'équipe de France de Saut. Il effectue ses premiers Jeux olympiques en 1988 à Galgary. Puis il devient entraineur de l'équipe de France de combiné nordique, menant notamment Fabrice Guy au titre olympique, et Sylvain Guillaume en argent aux Jeux olympiques d'hiver de 1992 à Albertville en compagnie de Jacques Gaillard, lui aussi originaire d'Autrans. Leur réussite est notamment due à l'introduction de méthodes innovantes, inspirées de ce qui se fait dans les autres pays. En 1994, alors que les résultats des athlètes français sont en baisse, du fait de difficultés avec la technique de saut en V, il reprend le  poste de directeur de l'équipe de France. Aux Jeux olympiques d'hiver de 1998, sous ses ordres, l'équipe française prend la médaille de bronze.
De 1985 à 2003, il aura participé comme entraineur à cinq Jeux olympiques et huit Championnats du Monde avec de nombreuses médailles glanées par ses athlètes.
Entre 2003 et 2022, il est directeur technique national adjoint à la Fédération française de ski. Il aura œuvré encore à cinq Jeux Olympiques dans le staff organisationnel. Il structure entre autres la filière du ski de haut niveau à la Fédération française de ski. Il devient aussi membre du Comité exécutif du combiné à la Fédération internationale de ski où il siégera pendant près de vingt ans. En 2019, il est chargé du contrôle de la neige à l'étape de Coupe du monde de combiné à Chaux-Neuve.
En 2022, il est nommé DTN (Directeur technique National) de la FFS (Fédération française de ski), il prend sa retraite professionnelle en 2023.

### Carrière politique
Depuis 1989, il siège au conseil municipal d'Autrans, Isère.En 1994, avec Paul Sierce et Marc Giraud , il crée la panoramique, piste de ski de fond qui relie le plateau de geve à la Moliere. Entre 2001 et 2008, il est adjoint au maire.Sous l'autorité du maire , Jean Faure , il conduit ,entre autres, et  jusqu’à son terme le chantier de la neige de culture pour le ski de fond à Autrans qui assure les saisons de ski nordique depuis sa mise en service en 2006.Il crée la maison des sport , le skate park et de nombreuses autres réalisations .
il assure pour le compte du conseil municipal l’héritage des activités Olympiques d'Autrans, ainsi que la conduite de deux contrats de diversification pour une économie touristique à l'année.
Il siège à la CCMV jusqu'en 2008 (Communauté de commune du massif du Vercors) où il lance le projet de la voie douce, et initie et réalise sous l’autorité du président de la CCMV, Jean Faure, le terrain de foot intercommunal à Autrans où de grands champions sont venus s'entrainer.(Killian Mbappe)
.
Il a été pendant prés de vingt ans président du centre sportif nordique d'Autrans, président du comité d’organisation des championnats du monde "Master" 2009 de ski de fond qui a réuni près de 1500 athlètes de 17 pays et président de son association porteuse.
Il est élu premier adjoint de la commune nouvelle Autrans meaudre en vercors .Il conduit le projet d'installation de la luge "quatre saison" sur le "Claret" 
Par ailleurs, il a été le premier président de l'Office intercommunal de tourisme et le premier président de la régie des remontées mécaniques de la régie Autrans-Meaudre en Vercors
Il quitte le conseil municipal en 2018 où il était premier adjoint.

### Vie personnelle
Marié à Marion. Trois enfants : Claudia, David et Alexandre.
Son fils David Lazzaroni est un sauteur à ski. Son frère, Robert Lazzaroni, a été champion de France de combiné nordique en 1983.
Entre huit et dix-huit ans, il a servi le curé d'Autrans, André Chabrier, comme enfant de chœur.
Avant sa carrière professionnelle, il a exercé les métiers de manœuvre en maçonnerie ainsi que bucheron avec son père.